# Ernest L. Blumenschein
Ernest Leonard Blumenschein (Pittsburgh, 26 de maio de 1874 — Albuquerque, 06 de junho de 1960) foi um artista americano e membro fundador da Sociedade dos artistas. Ele é conhecido por pinturas dos nativos americanos, e do Novo México.

## Juventude e Educação
Ernest Blumenschein nasceu em 26 de maio, de 1874 em Pittsburgh, Pensilvânia. Quando, tinha quatro anos depois que sua mãe morreu, seu pai aceitou um cargo como diretor do Dayton Philharmonic Orchestra em Ohio, onde Blumenschein cresceu. Quando ele terminou o ensino médio, Blumenschein recebeu uma bolsa de estudo para estudar violino no Cincinnati College of Music. Na cidade de Cincinnati, Ohio.

## Carreira
Blumenschein retornou a Nova York em 1896, para trabalhar como ilustrador em um estúdio com Bert Phillips. No início de 1898, ele assumiu uma tarefa que exigia que ele viajasse para o Arizona e Novo México. Isso Spring, ele convenceu Phillips para acompanhá-lo em uma segunda viagem. Sua primeira parada foi em Denver, Colorado, onde compraram arte de campismo.
Blumenschein ficado em Taos por três meses, retornando a Nova York para retomar sua carreira como ilustrador de revistas e livros (incluindo dois contos de Jack London), enquanto Phillips permaneceu. Blumenschein voltou duas vezes para Paris para continuar o seu trabalho e estudos na Académie Julian, em 1899 a 1902. Durante a última estadia, ele conheceu Maria Greene e se casou.
O casal voltou para Nova York em 1909, onde trabalhou como uma equipe de ilustração. Blumenschein também tomou uma posição de ensino e fundou a escola de arte e educação, A Art Students League of New York.

### Curiosidades
O estilo de pintura dos pintores Taos era influenciar decisivamente as percepções que o resto do mundo passaram a ter do sudoeste americano, especificamente dos Pueblo e Navajo povos indígenas.